# Jimmy Lindström
Jimmy Christian Lindström, född 6 september 1969 i Västerhaninge församling i Stockholms län, är en svensk skådespelare. Han är utbildad vid Teaterhögskolan i Luleå 1997–2001.

## Filmografi
- 1996 – Rederiet
- 2000 – Livet är en schlager
- 2001 – En strimma dag
- 2002 – Klassfesten
- 2004 – Om Stig Petrés hemlighet (TV-serie)
- 2006 – Berusningsstudie 2:3
- 2006 – Brandvägg
- 2006 – Kronprinsessan (TV-serie)
- 2006 – Varannan vecka
- 2006 – Mäklarna (TV-serie)
- 2007 – Beck – Det tysta skriket
- 2007 – Den man älskar
- 2007 – Ciao Bella
- 2007–2008 – Höök (TV-serie)
- 2008 – Irene Huss – Glasdjävulen
- 2008 – Allt flyter
- 2008 – Oskyldigt dömd (TV-serie)
- 2009 – Behandlingen
- 2009 – Elkland
- 2010 – Solsidan (TV-serie)
- 2010 – Olycksfågeln
- 2010 – Kommissarie Winter (TV-serie)
- 2011 – Cornelis
- 2011 – Stockholm Östra
- 2011 – Bron (TV-serie)
- 2012 – Äkta människor (TV-serie)
- 2012 – Ont blod
- 2012 – Yes
- 2012 – Flimmer
- 2012 –  Cockpit
- 2012 – Studio Sex
- 2013 – En pilgrims död (TV-serie)
- 2014 – Havet ger, havet tar
- 2014 – Jakten
- 2014 – Torpederna (TV-serie)
- 2014 – Pojken med guldbyxorna
- 2014 – Min så kallade pappa
- 2014 – Blå ögon (TV-serie)
- 2015 – Cirkeln
- 2016 – Flykten till framtiden
- 2016 – Syrror (TV-serie)
- 2017 – Sommaren med släkten (TV-serie)
- 2017 – Torpederna (TV-serie)
- 2017 – Småstaden (TV-serie)
- 2017 – Vår tid är nu (TV-serie)
- 2017–2019 – Enkelstöten (TV-serie)
- 2018 – Halvdan Viking
- 2019 – Revansch (TV-serie)
- 2019 – Quick
- 2020 – We Got This (TV-serie)
- 2021 – Snöänglar (TV-serie)
- 2021 – Den osannolika mördaren (TV-serie)
- 2023 – Konferensen